# Siklóangolna-félék
A siklóangolna-félék (Ophichthidae) a csontos halak (Osteichthyes) főosztályának sugarasúszójú halak (Actinopterygii) osztályába, azon belül az angolnaalakúak (Anguilliformes) rendjébe tartozó család.
2 alcsalád 58 nem és 291 faj tartozik a családba

## Rendszerezés
A családba az alábbi nemek és faj fajok tartoznak.

### Myrophinae
A Myrophinae alcsaládba 13 nem és 55 faj tartozik.
- Skythrenchelys (Castle & McCosker, 1999) – 2 faj
  - Skythrenchelys lentiginosa
  - Skythrenchelys zabra

- Benthenchelys (Fowler, 1934) – 3 faj
  - Benthenchelys cartieri
  - Benthenchelys indicus
  - Benthenchelys pacificus

- Ahlia (Jordan & (Davis, 1891) – 1 faj
  - Ahlia egmontis

- Asarcenchelys (McCosker, 1985) – 1 faj
  - Asarcenchelys longimanus

- Glenoglossa (McCosker, 1982) – 1 faj
  - Glenoglossa wassi

- Mixomyrophis (McCosker, 1985) – 1 faj
  - Mixomyrophis pusillipinna

- Muraenichthys (Bleeker, 1853) 8 faj
  - Muraenichthys gymnopterus
  - Muraenichthys laticaudatus
  - Muraenichthys macropterus
  - Muraenichthys macrostomus
  - Muraenichthys philippinensis
  - Muraenichthys schultzei
  - Muraenichthys sibogae
  - Muraenichthys thompsoni

- Myrophis (Lütken, 1852) – 8 faj
  - Myrophis anterodorsalis
  - Myrophis cheni
  - Myrophis lepturus
  - Myrophis microchir
  - Myrophis platyrhynchus
  - Myrophis plumbeus
  - Myrophis punctatus
  - Myrophis vafer

- Neenchelys (Bamber, 1915) – 4 faj
  - Neenchelys buitendijki
  - Neenchelys daedalus
  - Neenchelys microtretus
  - Neenchelys retropinna

- Pseudomyrophis (Wade, 1946) – 5 faj
  - Pseudomyrophis atlanticus
  - Pseudomyrophis frio
  - Pseudomyrophis fugesae
  - Pseudomyrophis micropinna
  - Pseudomyrophis nimius

- Schismorhynchus (McCosker, 1970) – 1 faj
  - Schismorhynchus labialis

- Schultzidia (Gosline, 1951) – 2 faj
  - Schultzidia johnstonensis
  - Schultzidia retropinnis

- Scolecenchelys – 18 faj
  - Scolecenchelys acutirostris
  - Scolecenchelys australis
  - Scolecenchelys borealis
  - Scolecenchelys breviceps
  - Scolecenchelys chilensis
  - Scolecenchelys cookei
  - Scolecenchelys erythraeensis
  - Scolecenchelys godeffroyi
  - Scolecenchelys gymnota
  - Scolecenchelys iredalei
  - Scolecenchelys japonica
  - Scolecenchelys nicholsae
  - Scolecenchelys okamurai
  - Scolecenchelys profundorum
  - Scolecenchelys puhioilo
  - Scolecenchelys tasmaniensis
  - Scolecenchelys vermiformis
  - Scolecenchelys xorae

### Ophichthinae
Az Ophichthinae alcsaládba 45 nem és 236 faj tartozik
- Rhinophichthus (McCosker, 1999) – 1 faj
  - Rhinophichthus penicillatus

- Allips (McCosker, 1972) – 1 faj
  - Allips concolor

- Bascanichthys (Jordan & Davis, 1891) – 17 faj
  - Bascanichthys bascanium
  - Bascanichthys bascanoides
  - Bascanichthys ceciliae
  - Bascanichthys congoensis
  - Bascanichthys cylindricus
  - Bascanichthys deraniyagalai
  - Bascanichthys fijiensis
  - Bascanichthys filaria
  - Bascanichthys inopinatus
  - Bascanichthys kirkii
  - Bascanichthys longipinnis
  - Bascanichthys myersi
  - Bascanichthys panamensis
  - Bascanichthys paulensis
  - Bascanichthys pusillus
  - Bascanichthys scuticaris
  - Bascanichthys sibogae

- Caralophia (Böhlke, 1955) – 1 faj
  - Caralophia loxochila

- Dalophis (Rafinesque, 1810) – 5 faj
  - Dalophis boulengeri
  - Dalophis cephalopeltis
  - Dalophis imberbis
  - Dalophis multidentatus
  - Dalophis obtusirostris

- Ethadophis (Rosenblatt & McCosker, 1970) – 5 faj
  - Ethadophis akkistikos
  - Ethadophis byrnei
  - Ethadophis epinepheli
  - Ethadophis foresti
  - Ethadophis merenda

- Gordiichthys (Jordan & Davis, 1891) – 5 faj
  - Gordiichthys combibus
  - Gordiichthys ergodes
  - Gordiichthys irretitus
  - Gordiichthys leibyi
  - Gordiichthys randalli

- Leptenchelys (Myers & Wade, 1941) – 1 faj
  - Leptenchelys vermiformis

- Phaenomonas (Myers & Wade, 1941) – 3 faj
  - Phaenomonas cooperae
  - Phaenomonas longissima
  - Phaenomonas pinnata

- Aprognathodon (Böhlke, 1967) – 1 faj
  - Aprognathodon platyventris

- Callechelys (Kaup, 1856) – 14 faj
  - Callechelys bilinearis
  - Callechelys bitaeniata
  - Callechelys catostoma
  - Callechelys cliffi
  - Callechelys eristigma
  - Callechelys galapagensis
  - Callechelys guineensis
  - Callechelys leucoptera
  - Callechelys lutea
  - Callechelys marmorata
  - Callechelys muraena
  - Callechelys papulosa
  - Callechelys randalli
  - Callechelys springeri

- Letharchus (Goode & Bean, 1882) – 3 faj
  - Letharchus aliculatus
  - Letharchus rosenblatti
  - Letharchus velifer

- Leuropharus (Rosenblatt & McCosker, 1970) – 1 faj
  - Leuropharus lasiops

- Paraletharchus (McCosker, 1974) – 2 faj
  - Paraletharchus opercularis
  - Paraletharchus pacificus

- Xestochilus (McCosker, 1998) – 1 faj
  - Xestochilus nebulosus

- Aplatophis (Böhlke, 1956) – 2 faj
  - Aplatophis chauliodus
  - Aplatophis zorro

- Brachysomophis (Kaup, 1856) – 7 faj
  - Brachysomophis atlanticus
  - Brachysomophis cirrocheilos
  - Brachysomophis crocodilinus
  - Brachysomophis henshawi
  - Brachysomophis longipinnis
  - Brachysomophis porphyreus
  - Brachysomophis umbonis

- Echelus (Rafinesqu, 1810) – 3 faj
  - Echelus myrus
  - Echelus pachyrhynchus
  - Echelus uropterus

- Echiophis (Kaup, 1856) – 5 faj
  - Echiophis brunneus
  - Echiophis creutzbergi
  - Echiophis intertinctus
  - Echiophis mordax
  - Echiophis punctifer

- Elapsopis (Kaup, 1856) – 2 faj
  - Elapsopis cyclorhinus
  - Elapsopis versicolor

- Evips (McCosker, 1972) – 1 faj
  - Evips percinctus

- Herpetoichthys (Kaup, 1856) – 1 faj
  - Herpetoichthys fossatus

- Hyphalophis (McCosker & Böhlke, 1982) – 1 faj
  - Hyphalophis devius

- Kertomichthys (McCosker & Böhlke, 1982) – 1 faj
  - Kertomichthys blastorhinos

- Leiuranus (Bleeker, 1853) – 1 faj
  - Leiuranus semicinctus

- Lethogoleos (McCosker & Böhlke, 1982) – 1 faj
  - Lethogoleos andersoni

- Malvoliophis (Whitley, 1934) – 1 faj
  - Malvoliophis pinguis

- Myrichthys Girard, 1859 – 11 faj

- Mystriophis (Kaup, 1856) – 2 faj
  - Mystriophis crosnieri
  - Mystriophis rostellatus

- Ophichthus (Ahl, 1789) – 66 faj
  - Ophichthus altipennis'
  - Ophichthus apachus
  - Ophichthus aphotistos
  - Ophichthus apicalis
  - Ophichthus arneutes
  - Ophichthus asakusae
  - Ophichthus bonaparti
  - Ophichthus brachynotopterus
  - Ophichthus brasiliensis
  - Ophichthus brevicaudatus
  - Ophichthus celebicus
  - Ophichthus cephalozona
  - Ophichthus cruentifer
  - Ophichthus cylindroideus
  - Ophichthus echeloides
  - Ophichthus erabo
  - Ophichthus evermanni
  - Ophichthus exourus
  - Ophichthus frontalis
  - Ophichthus genie
  - Ophichthus gomesii
  - Ophichthus grandoculis
  - Ophichthus hyposagmatus
  - Ophichthus karreri
  - Ophichthus kunaloa
  - Ophichthus leonensis
  - Ophichthus limkouensis
  - Ophichthus longipenis
  - Ophichthus macrochir
  - Ophichthus macrops
  - Ophichthus maculatus
  - Ophichthus madagascariensis
  - Ophichthus manilensis
  - Ophichthus marginatus
  - Ophichthus mecopterus
  - Ophichthus megalops
  - Ophichthus melanoporus
  - Ophichthus melope
  - Ophichthus menezesi
  - Ophichthus mystacinus
  - Ophichthus omorgmus
  - Ophichthus ophis
  - Ophichthus parilis
  - Ophichthus polyophthalmus
  - Ophichthus puncticeps
  - Ophichthus regius
  - Ophichthus remiger
  - Ophichthus rex
  - Ophichthus roseus
  - Ophichthus rotundus
  - Ophichthus rufus
  - Ophichthus rugifer
  - Ophichthus rutidoderma
  - Ophichthus rutidodermatoides
  - Ophichthus serpentinus
  - Ophichthus singapurensis
  - Ophichthus spinicauda
  - Ophichthus stenopterus
  - Ophichthus tchangi
  - Ophichthus tetratrema
  - Ophichthus triserialis
  - Ophichthus tsuchidae
  - Ophichthus unicolor
  - Ophichthus urolophus
  - Ophichthus woosuitingi
  - Ophichthus zophochir

- Ophisurus (Lacepède, 1800) – 2 faj
  - Ophisurus macrorhynchos
  - Ophisurus serpens

- Phyllophichthus (Gosline, 1951) – 1 faj
  - Phyllophichthus xenodontus

- Pisodonophis (Kaup, 1856) – 9 faj
  - Pisodonophis boro
  - Pisodonophis cancrivorus
  - Pisodonophis copelandi
  - Pisodonophis daspilotus
  - Pisodonophis hijala
  - Pisodonophis hoeveni
  - Pisodonophis hypselopterus
  - Pisodonophis semicinctus
  - Pisodonophis zophistius

- Quassiremus (Jordan & Davis, 1891) – 4 faj
  - Quassiremus ascensionis
  - Quassiremus evionthas
  - Quassiremus nothochir
  - Quassiremus polyclitellum

- Scytalichthys (Jordan & Davis, 1891) – 1 faj
  - Scytalichthys miurus

- Xyrias (Jordan & Davis, 1901) – 3 faj
  - Xyrias guineensis
  - Xyrias multiserialis
  - Xyrias revulsus

- Apterichtus (Duméril, 1806) – 13 faj
  - Apterichtus anguiformis
  - Apterichtus ansp
  - Apterichtus caecus
  - Apterichtus equatorialis
  - Apterichtus flavicaudus
  - Apterichtus gracilis
  - Apterichtus gymnocelus
  - Apterichtus kendalli
  - Apterichtus keramanus
  - Apterichtus klazingai
  - Apterichtus monodi
  - Apterichtus moseri
  - Apterichtus orientalis

- Caecula (Vahl, 1794) – 2 faj
  - Caecula kuro
  - Caecula pterygera

- Cirrhimuraena (Kaup, 1856) – 10 faj
  - Cirrhimuraena calamus
  - Cirrhimuraena cheilopogon
  - Cirrhimuraena chinensis
  - Cirrhimuraena inhacae
  - Cirrhimuraena oliveri
  - Cirrhimuraena orientalis
  - Cirrhimuraena paucidens
  - Cirrhimuraena playfairii
  - Cirrhimuraena tapeinoptera
  - Cirrhimuraena yuanding

- Cirricaecula (Schultz, Herald, Lachner, Welander & Woods, 1953) – 2 faj
  - Cirricaecula johnsoni
  - Cirricaecula macdowelli

- Hemerorhinus (Weber & de Beaufort, 1916) – 2 faj
  - Hemerorhinus heyningi
  - Hemerorhinus opici

- Ichthyapus (de Barneville, 1847) – 6 faj
  -  Ichthyapus acuticeps
  - Ichthyapus insularis
  - Ichthyapus omanensis
  - Ichthyapus ophioneus
  - Ichthyapus selachops
  - Ichthyapus vulturis

- Lamnostoma (Kaup, 1856) – 5 faj
  - Lamnostoma kampeni
  - Lamnostoma mindora
  - Lamnostoma orientalis
  - Lamnostoma polyophthalma
  - Lamnostoma taylori

- Stictorhinus (Böhlke & McCosker, 1975) – 1 faj
  - Stictorhinus potamius

- Yirrkala (Whitley, 1940) – 11 faj
  - Yirrkala chaselingi
  - Yirrkala fusca
  - Yirrkala gjellerupi
  - Yirrkala insolitus
  - Yirrkala kaupii
  - Yirrkala lumbricoides
  - Yirrkala macrodon
  - Yirrkala maculata
  - Yirrkala misolensis
  - Yirrkala moluccensis
  - Yirrkala tenuis